# Anotació (Java)
En programació, una anotació és una manera d'afegir metadades al codi font Java que també poden ser manipulades pel programador en temps d'execució. Molts cops es fa servir com una alternativa a la tecnologia XML.
Les anotacions Java poden ser afegides a elements de programa com ara classes, mètodes, camps, paràmetres, variables locals i paquets. A diferència de les etiquetes afegitdes a la documentació Java i processats amb eines com ara XDoclet, les anotacions Java són completament accessibles pel programador mentre el programa és actiu amb l'ús de la reflexió (informàtica).

## Història
Les anotacions Java van ser presentades a la Java Community Process com JSR-2002 i aprovades el setembre del 2004. Les anotacions estan disponibles des de la versió 1.5 de JDK. La funcionalitat va ser afegida al Llenguatge Java per l'especificació.

## Procés
Quan es compila el codi Java, el compilador guarda les metadades de l'anotació als fitxers de classe. Després, la màquina virtual, pot buscar les metadades i així determinar els elements del programa o canviar el seu comportament.

## Sintaxi
Declarar una anotació vol dir canviar les etiquetes que han estat afegides per comentar seccions del passat. Les anotacions tenen la forma d'una declaració d'interfície amb una @ precedint-la i opcionalment marcant-la amb meta-anotacions, com es mostra a continuació:
```
@Retention(RetentionPolicy.RUNTIME)
@Target({ElementType.METHOD})
```

Tant Retention com Target, són exemples d'anotacions.

## Rebuda per la comunitat

### Pros
Programació declarativa
Les anotacions permeten al programador declarar al seu codi font el comportament de l'aplicació. És un exemple de com elements de la programació declarativa poden ser afegits a un llenguatge orientat a objectes.

### Contres
Rendiment
Afegir metadades a una execució afegeix càrrega adicional de memòria.
Manca d'estàndards
Hi ha pocs estàndards que marquin quines metadades haurien de ser utilitzades.